# Професія плакальниці у Стародавньому Римі
Плакальниці (лат. praeficae) — професійні жінки у Стародавньому Римі, які брали участь у поховальних обрядах, виконуючи публічне голосіння за померлим. Їх наймали для того, щоб створити атмосферу скорботи, підкреслити статус покійного та сприяти колективному переживанню втрати. Praeficae виступали з жалобними промовами, співами та ритуальними жестами, що часто супроводжувалися драматичними елементами. Їхня присутність була особливо характерною для похоронів представників вищих соціальних верств. Ці жінки були не просто частиною жалобного антуражу, а важливим елементом римської культури смерті й уявлень про належне вшанування померлого.

## Етимологія
Латинське слово praefica (множ. praeficae) має етимологічне коріння в дієслові praefari, що означає «вимовляти наперед» або «передпромовляти». Власне, плакальниця praefica — це та, що виголошує ритуальні слова жалоби перед іншими учасниками похоронної церемонії. У Стародавньому Римі цей термін стосувався професійних жінок, найнятих для того, щоб супроводжувати поховальні процесії голосінням, співами та ритуальними вигуками, підсилюючи атмосферу скорботи. Це було важливо не лише з релігійної точки зору, а й як елемент соціального статусу родини померлого.

## Обов'язки та участь у похованні
Римські похорони були обрядом переходу між станами життя та смерті. Було дуже важливо провести належні церемонії та поховання, щоб уникнути появи злого духу з підземного світу.
Похорони відзначалися гучно. Чим заможніша та відоміша людина, тим яскравішою буде їхня процесія з мімами та музикантами. Професійні плакальники були значною частиною цих похоронних процесій. У Римі професійні плакальники були присутні не з релігійними цілями, а радше як демонстрація багатства та влади. Плакальники голосно голосили, рвали на собі волосся та дряпали обличчя, щоб показати ступінь свого горя. Чим заможніший і могутніший був померлий, тим більше плакальниць було присутнє на похоронах.
«Лавінія, її донька, першою рвала своє золоте волосся й рум'яні щоки. Навколо неї домочадці шаленіли, а їхні крики та биття грудей лунали по всьому палацу. Звідти страшна звістка поширилася містом і завмирала. Латин пішов із роздертим одягом, приголомшений смертю дружини та падінням міста, забруднюючи своє сиве волосся брудом і пилом.»
Фізичні страждання були важливою частиною публічного трауру в Стародавньому Римі. Похоронні обряди зосереджувалися саме на тiлi — це була їхня характерна риса. Особливо це стосувалося жінок: вони били себе по грудях, рвали на собі волосся, голосно голосили. Зустрічалися й інші елементи — як-от розірваний одяг або навіть пошкодження тіла (про що згадував Вергілій), хоча вони були менш поширеними. Загалом створювалося враження, що тіла плакальниць навмисно робили неохайними, з синцями, шумними, майже гротескними — повною протилежністю тому, якими вони були зазвичай. Це підкреслювало не тільки горе, а й певну соціальну вразливість: римські плакальниці були одночасно приниженими й «іншими». Плакальників можна було найняти, і поневолені члени римського дому також могли бути зобов'язані оплакувати. У Римі зображення тіла в жалобі, можливо, було заплановано та контрольовано, але це не означає, що воно не було щирим або що платні виконавці не виявляли співчуття. Траур, включно з його активними фізичними вимірами, може бути способом подолати горе, вилити біль, навіть якщо це передбачає споглядання, а непряму участь.
Проте в середині V століття до н. е. у Законах дванадцяти таблиць з'являються перші юридичні обмеження щодо участі жінок у траурних практиках. У Таблиці X, присвяченій похованням та громадському порядку, міститься припис:
«Нехай жінки не дряпають щік і не голосили на похоронах»
(лат. Mulieres genas ne radunto neve lessum funeris ergo habento)
Ця норма мала на меті обмежити надмірно емоційне, публічне горювання, яке вважалося несумісним із римським ідеалом стриманості (gravitas) та гідності (dignitas). Такі прояви, як тілесні ушкодження чи ритуальні крики, сприймалися як надмірні, і навіть «варварські» — вони більше асоціювалися з традиціями Сходу або грецького світу, ніж із римською дисципліною.

## Плакальниці у мистецтві
Роль плакальниць у римській поховальній церемонії чудово зображено в статуях скорботних жінок, Південна Італія (Апулія, Каносан), 300—275 рр. до н. е. Теракота, зараз у колекціях музею Дж. Пола Гетті, Вілла Гетті, Пасіфік Палісейдс, Каліфорнія
Цю групу плакальниць, які часто розуміють як жіночі фігури в молитві (orantes), ймовірно, виготовили в районі Канози на південному сході Італії. Незважаючи на значні відмінності в одязі, позах і зачісках, чотири статуї, здається, зображують тип юної жіночої фігури, ймовірно, уявленої як одна з плакальниць, які висловлювали своє горе під час похоронних церемоній.
Групу було призначено для розміщення навколо похоронної кушетки (kline) і, ймовірно, створено для досить престижного клієнта, який у контексті романізації в цьому регіоні прагнув підкреслити свій економічний добробут, особисту ідентичність та рідні традиції.
Ймовірно, ці скульптури представляли жінок, яких римляни називали praeficae — професійними плакальницями, які йшли за музикантами в похоронній процесії та співали похоронну пісню, вихваляючи покійного. Оплата скорботним присутнім на ваших похоронах показувала суспільству важливість вашого соціального статусу.

## Соціальний статус та ставлення суспільства
Професійними плакальницями в Стародавньому Римі переважно ставали жінки з нижчих верств населення — переважно вільновідпущениці або бідні громадянки, які потребували заробітку. Їх вважали частиною сфери публічних" жінок, чия діяльність була видимою, емоційною і часто сприймалася як не повністю достойна.
Важливо зазначити, що ця професія вимагала неабиякого театрального таланту. Головне завдання плакальниць полягало в демонстрації жалю через ритуалізовані дії: голосіння, крик, вигуки хвали на честь померлого, биття себе в груди, розпускання волосся, іноді навіть навмисне подряпання обличчя або оголення грудей — усе це слугувало для створення драматичного ефекту скорботи.

Діяльність плакальниць нерідко ставала об'єктом критики з боку римського суспільства. Зокрема, Сенека розглядав їх як уособлення надмірної емоційності та зовнішньої демонстративності, що, на його думку, суперечило стоїчному ідеалу самовладання та стриманого переживання скорботи. 
«Навіщо тобі плакальниці, якщо ти сам не сумуєш?
Так само й деякі бажання не пожинають гучних схвалень юрби — їх ушановують, схиливши чоло.»
Пізніше саме надмірна емоційність і драматичність у поєднанні з посиленою критикою з боку суспільства призведуть до поступового занепаду цієї професії.

## Занепад професії плакальниці в Стародавньому Римі
Професія плакальниці (лат. praefica) в Стародавньому Римі досягла піку своєї популярності в період Римської Республіки (509–27 рр. до н. е.) та зберігала важливу роль у поховальних обрядах у перші століття Імперії (I—II ст. н. е.). Однак вже в епоху пізньої Римської Республіки (кінець II—I ст. до н. е.) з'являються перші ознаки зміни суспільного ставлення до надмірно театралізованих ритуалів. Римські мислителі, зокрема філософи-стоїки, як-от Сенека Молодший (4 до н. е. — 65 н. е.), закликали до внутрішньої стриманості, самодисципліни та гідного прийняття смерті. Плач і надмірна емоційність почали вважатися ознаками слабкості, а не щирої скорботи. Стоїцизм, що став особливо популярним серед римської еліти, фактично суперечив потребі в найманих плакальницях, пропагуючи спокійне і мужнє ставлення до втрати.
Додаткову критику такого роду практикам висловлювали й грецькі філософи. Зокрема, Платон (427—347 до н. е.) в діалозі Закони описує випадки, коли хори найманих виконавців під час жертвоприношень виголошують жалібні пісні, спрямовані проти самого ритуалу:
«Коли якась посадова особа здійснює від імені держави якусь жертвопринесення, то слідом за цим з'являються туди хори — не один, а кілька, — стають неподалік від вівтаря, а інколи і поруч з ним самим і починають вивергати всяку лайку на адресу священнослужіння, бентежуючи душі слухачів своїми словами, ритмами і найжалюгіднішими гармоніями; і хто найбільше викликає сльози у тих, хто щойно вчинив жертвоприношення, той отримує переможну нагороду. Хіба ми не скасуємо цей звичай?..»
Він порівнює це з карійськими плакальницями — іноземками, яких наймали для похоронів, вважаючи цю традицію чужою, недоречною й такою, що принижує духовну цінність ритуалу. Платон прямо запитує: «Хіба ми не скасуємо цей звичай?» — тим самим демонструючи зневажливе ставлення до найманої жалоби як до поверхневої й аморальної дії.
У III—IV століттях н. е., з посиленням християнства в Римській імперії, відбувається радикальна зміна в підходах до смерті та поховань. Християнське вчення наголошувало на воскресінні, надії на вічне життя та смиренності перед Божою волею. Відповідно, традиційні язичницькі практики, пов'язані з гучним голосінням, показною скорботою та тілесним самокатуванням, поступово витіснялися. Наймані плакальниці стали асоціюватися з поганським минулим, і їх участь у християнських похованнях уже в IV—V століттях вважалася неприйнятною.
Крім релігійних чинників, на зникнення професії вплинули й соціальні зміни. Імперський Рим пережив чимало криз — економічних, політичних, моральних. У цих умовах функціонування складної поховальної машини з найманим персоналом ставало дорогим і менш популярним. Зростав індивідуалізм, сімейні цінності та приватне вшанування померлих, що не потребувало участі сторонніх виконавців. У містах, особливо з приходом християнських громад, стало нормою молитися за душу покійного, а не демонструвати публічну скорботу.
Тож занепад професії плакальниці в Стародавньому Римі був зумовлений комплексом чинників: філософською критикою надмірної емоційності, зростанням впливу нових релігій (передусім християнства), змінами у культурних і моральних нормах, а також загальною трансформацією уявлень про смерть, скорботу й поховальний обряд.
Уже в пізній античності ця професія майже повністю зникла, залишившись лише в історичних джерелах як приклад архаїчного явища, не сумісного з новими цінностями.